# Š’ (básně)
Š’ (čínsky pchin-jinem shī, znaky zjednodušené 诗, tradiční 詩) je čínské slovo pro poezii, v užším pojetí značí básně následující poetickou tradici odvozenou od staročínské poezie shromážděné v Knize písní a odlišované od popisných básní fu, elegií sao, písní cch’ a dalších forem.
Vesměs lyrické básně š’ se od 3. století staly na téměř tisíc let vedoucím žánrem čínské poezie. Charakterizovány byly pravidelností verše, nejčastěji pěti a sadmislabičného, různou délkou – od čtyřverší po básně o desítkách veršů, užíváním paralelismů, dodržováním pravidel střídání hudebních tónů a rýmů.
Poezii těsně následující vzory z Knihy písní se dostalo označení „staré básně“ ku-š’ (čínsky pchin-jinem gǔshī, znaky zjednodušené 古诗, tradiční 古詩), příkladem je Devatenáct starých básní z chanského období. V tchangské éře byl mistrem ku-š’ Li Po. Od pátého století se rozvíjela „nová poezie“ ťin-tchi-š’ (čínsky pchin-jinem jìntǐshī, znaky zjednodušené 近体诗, tradiční 近體詩), dosahující vrcholu za dynastie Tchang. Její základní styly byly čtyřveršové básně ťüe-ťü, osmiverší lü-š’ a pchaj-lü neomezené délkou.